# Kanton Neuf-Brisach
Kanton Neuf-Brisach (fr. Canton de Neuf-Brisach) byl francouzský kanton v departementu Haut-Rhin v regionu Alsasko. Tvořilo ho 16 obcí. Zrušen byl po reformě kantonů 2014.

## Obce kantonu
- Algolsheim
- Appenwihr
- Balgau
- Biesheim
- Dessenheim
- Geiswasser
- Heiteren
- Hettenschlag
- Logelheim
- Nambsheim
- Neuf-Brisach
- Obersaasheim
- Vogelgrun
- Volgelsheim
- Weckolsheim
- Wolfgantzen